# Alastair van Connaught en Strathearn

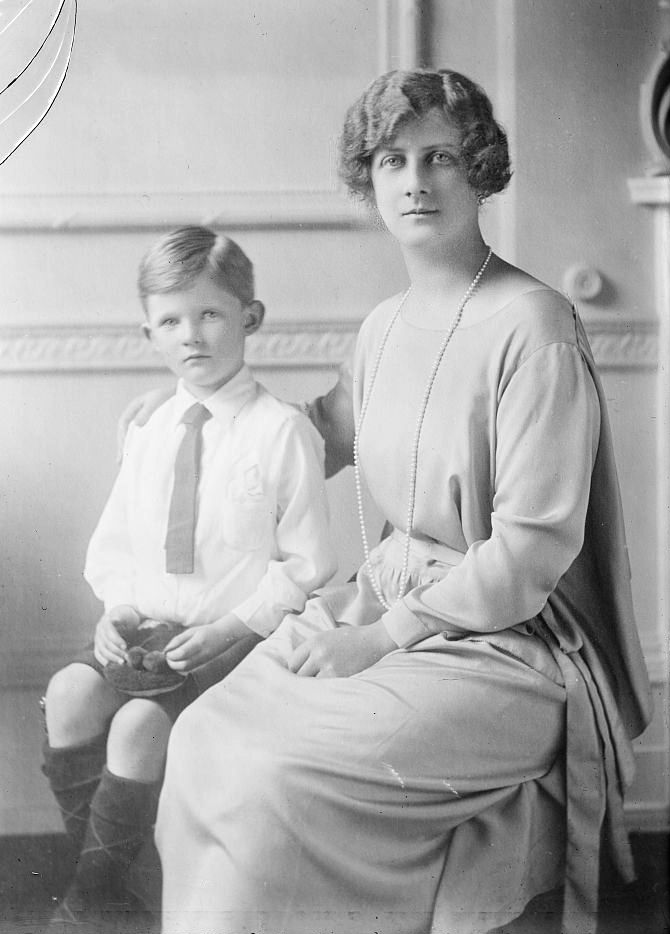
Alastair van Connaught en Strathearn

Alastair Arthur van Saksen-Coburg en Gotha (Londen, 9 augustus 1914 – Ottawa, 26 april 1943) was lid van de Britse koninklijke familie. Hij volgde zijn grootvader op als hertog van Connaught en Strathearn en graaf van Sussex.

## Jeugd
Alastair werd geboren in het ouderlijk huis aan de Mount Street in Londen. Hij was de enige zoon van prins Arthur van Connaught (kleinzoon in mannelijke lijn van koningin Victoria) en prinses Alexandra van Fife (kleindochter in vrouwelijke lijn van Eduard VII). Als achterkleinzoon in mannelijke lijn van koningin Victoria kreeg Alastair de titel Zijne Hoogheid Prins Alastair van Connaught bij zijn geboorte.
De prins werd thuis gedoopt en had als doopgetuigen koning George V, koningin Alexandra, koning Alfons XIII van Spanje, prinses Maria van het Verenigd Koninkrijk, hertog Arthur van Connaught en Strathearn en hertogin Louise van Argyll.

## Een nieuwe titel
Kort na de geboorte van Alastair brak de Eerste Wereldoorlog uit en ontstond er in het Verenigd Koninkrijk een sterke anti-Duitse sfeer. Koning George V reageerde hierop door o.a. de naam van het koninklijke huis te veranderen van Saksen-Coburg-Gotha in Windsor. In datzelfde jaar besloot George V dat alleen kinderen van een Brits monarch een prinselijke titel mochten dragen, met een aparte regel voor de kinderen van de Prins van Wales. Andere afstammelingen in mannelijke lijn kregen de titel en aanspreekvorm, die de kinderen van hertogen hebben. Alastair echter kreeg de titel graaf van Macduff als zoon van de hertogin van Fife. Zijn vader had namelijk zelf geen hertogelijke titel, maar was eerste in lijn van opvolging van het hertogdom Connaught en Strathearn. Alastair werd dus voortaan Alastair Arthur Windsor, graaf van Macduff. 

## Leger
Alastair werd opgeleid aan de Bryanston School en vervolgens aan de Koninklijke Militaire Academie Sandhurst. In 1935 werd hij aangesteld als tweede luitenant bij de Scots Greys, waarin ook zijn vader had gediend. Hij werd vervolgens gestationeerd in Egypte en bleef daar tot hij in 1939 naar Canada werd verplaatst. In datzelfde jaar werd hij gepromoveerd tot eerste luitenant. In Canada diende hij als aide de camp van Alexander van Teck, de gouverneur-generaal. 

## Hertog van Connaught en Strathearn
Zijn vader stierf in 1938, waardoor Alastair eerste in lijn voor opvolging van het hertogdom  Connaught en Strathearn werd. Zijn grootvader, Arthur van Connaught en Strathearn, stierf in 1942, waarna Alastair hertog van Connaught en Strathearn en graaf van Sussex werd.
De hertog stierf in 1943 in de Rideau Hall in Ottawa, de residentie van de gouverneur-generaal. Hij was daar te gast bij Alexander van Teck en diens echtgenote Alice. De omstandigheden van zijn dood waren nogal ongewoon: hij was in slaap gevallen of buiten bewustzijn geraakt voor een open raam en stierf vervolgens door onderkoeling. Zijn as werd later bijgezet in de Mar Lodge Chapel te Braemer, Aberdeenshire. Met zijn dood verviel het hertogdom Connaught en Strathearn. Zijn neef James Carnegie volgde uiteindelijk zijn moeder Alexandra op als hertog van Fife in 1959.

## Titels
- Zijne Hoogheid Prins Alastair van Connaught (1914-1917)
- Graaf van MacDuff (1917-1942)
- Zijne Genade De Hertog van Connaught (1942-1943)